# جعدة قلمونية
الجعدة القلمونية (باللاتينية: Teucrium antilibanoticum) نوع نباتي يتبع جنس الجعدة من الفصيلة الشفوية.

## البيئة والانتشار
موطنه بلاد الشام.